# Reigoso (Montalegre)
Reigoso es una freguesia portuguesa del concelho de Montalegre, con 16,95 km² de superficie y 200 habitantes (2001). Su densidad de población es de 11,8 hab/km².